# ویتور (بازیکن فوتبال، زاده ۱۹۹۷)
رومیلدو ویتور گومس فریرا نتو با نام مستعار ویتور (انگلیسی: Vitor؛ زادهٔ ۱۲ دسامبر ۱۹۹۷) بازیکن فوتبال اهل برزیل بود.